# Мали Папрадник
Мали Папрадник (мкд. Мал Папрадник) је насељено место у Северној Македонији, у западном делу државе. Мали Папрадник припада општини Центар Жупа.

## Географија
Насеље Мали Папрадник је смештено у крајњем западном делу Северне Македоније, близу државне границе са Албанијом (4 km западно). Од најближег већег града, Дебра, насеље је удаљено 18 km јужно.
Рељеф: Мали Папрадник се налази у области Жупа, на западним падинама планине Стогово. Источно од насеља се налази главно било планине, док се западно тло спушта у долину Црног Дрима, која је у ово делу преграђена, па је ту образовано вештачко Дебарско језеро. Надморска висина насеља је приближно 690 метара.
Клима у насељу је планинска због знатне надморске висине.

## Становништво
По попису становништва из 2002. године Мали Папрадник је имао 486 становника.
Претежно становништво у насељу су Турци (Торбеши) (94%), а у мањини су етнички Македонци (5%).
Већинска вероисповест у насељу је ислам.